# Alexandre Bonvarlet
Pour les articles homonymes, voir Bonvarlet.
Alexandre Bonvarlet (né le 23 septembre 1826 à Dunkerque, décédé le 2 octobre 1899 à Coudekerque-Branche) est un écrivain français, spécialiste de l'histoire de la Flandre et des flamands de France.

## Sociétaire
Alexandre Bonvarlet est membre de plusieurs sociétés savantes :
- Le Comité flamand de France dont il a été président de 1876 à 1899
- Le Koninklijke Academie voor Nederlandse Taal- en Letterkunde
- La Société dunkerquoise pour l'encouragement des sciences, des lettres et des arts
- La Société française d'archéologie[1].

En 1868, Alexandre Bonvarlet est consul du Danemark à Dunkerque.

## Publications
- Bonvarlet A., 1857. Chronique de l'abbaye des dames de Saint-Victor, dite du nouveau cloître à Bergues. Dans Mémoire de la société dunkerquoise pour l'encouragement des sciences, des lettres et des arts., Année 1857, publié en 1858 (lien sur Gallica).
- Bonvarlet A., 1860. Documents pour servir à l'histoire militaire de la ville de Bergues et du pays environnant (1566-1668) (lien sur Gallica).
- Bonvarlet A., 1862. Épigraphie des Flamands de France. Lefèvre-Ducrocq (BNF 33986830).
- Bonvarlet A., 1867. Notice sur la commune de Pitgam, au West-Quartier de Flandre. Annales du comité Flamand de France, Tome 9, pages 183-329 (lien).